# Albina (Suriname)
Albina is een ressort en de hoofdplaats van het district Marowijne in Suriname. De hoofdplaats bevindt zich 140 kilometer ten oosten van Paramaribo aan een bocht van de rivier Marowijne, tegenover Saint-Laurent-du-Maroni (Frans-Guyana). Bij de Volkstelling van 2012 telde de plaats 5.247 inwoners.

## Geschiedenis

### Stichting
Albina werd gesticht op 13 december 1846 door de Duitse ex-legerkorporaal August Kappler op de plaats van een voormalige Karaibennederzetting (van de overleden hoofdman Kwaku). De plaats lag op 3 meter boven de hoogste waterstand van de rivier, die daar ongeveer 2,2 kilometer breed was. Kappler noemde de plaats Albina, naar zijn verloofde en latere vrouw Albina Liezenmaier. In de buurt van de plaats lag eerder een inheems dorp genaamd "Abrina", die echter niets van doen heeft met de naam (lokale inwoners noemden de plaats ook wel naar Kappler zelf; Kaplari). Kappler was er niet voor het eerst: toen hij districtscommandant was in de toenmalige militaire post Willem Frederik aan de Marowijnerivier was hij al eens op zoek geweest naar een geschikte locatie om zich te vestigen na zijn dienst in het Nederlandse Leger in Suriname. Hij wilde er naturellen (zoals vlinders en insecten) verzamelen, houthakken en handel drijven met de lokale marrons en inheemse stammen langs de rivier. Ten tijde van de stichting lag Albina erg geïsoleerd en was alleen per rivier te bereiken. Voordien bestonden er reeds een aantal Nederlandse militaire vestigingen langs de rivier, maar die waren op dat moment al opgeheven. 

### Ontwikkeling

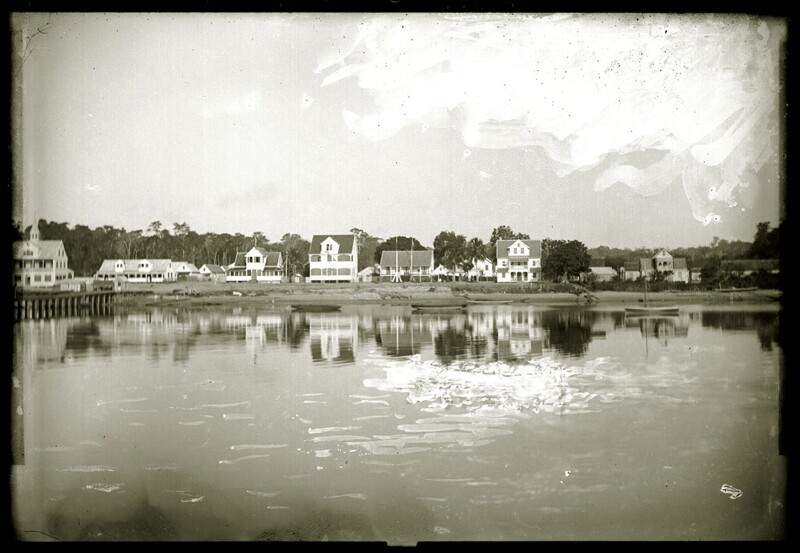
Albina tussen 1895 en 1898

In het Lawagebied werd in de tweede helft van de 19e eeuw goud gevonden. Het plaatsje groeide nu snel en werd in 1876 de vestigingsplaats van de districtscommissaris. Na de Eerste Wereldoorlog werd Albina bekend als badplaats. De langs de rivier gelegen Emmastraat telde tal van witgeschilderde houten huizen die sterk leken op de statige huizen van Paramaribo. Veel inwoners van Paramaribo kwamen hier een korte vakantie houden of een dagtripje maken. Eind jaren twintig werd een weg aangelegd vanaf Moengo, die nu deel uitmaakt van de Oost-Westverbinding. Op 27 februari 1969 werd een veerdienst op Saint-Laurent-du-Maroni geopend. Begin jaren 80 werd het een plaats voor dagjesmensen uit Paramaribo.

### Binnenlandse oorlog (1986-1992)
De Binnenlandse Oorlog begon op 22 juli 1986 rond 03:00. Het Jungle Commando aangevoerd door Ronnie Brunswijk nam de soldaten bij de controlepost van Stolkertsijver gevangen. Vervolgens werd de Akontoe Velantiekazerne in Albina aangevallen. Er volgde een drie uur durend vuurgevecht waarin één soldaat en twee burgers verwond werden. Vermoedelijk vielen er ook gewonden aan de kant van het Jungle Commando omdat er bloed werd aangetroffen. Later werd bevestigd dat Ronnie Brunswijk achter de actie zat. Vervolgens viel het Nationaal Leger het dorp Moengotapoe waar Brunswijk woonde binnen, vernielde de Wintitempel en gijzelde alle aanwezige mannen van het dorp.
In december 1986 werd Albina door het Nationaal Leger van Suriname in brand gestoken, nadat de plaats tijdens de Binnenlandse Oorlog herhaaldelijk was geplunderd, door zowel het leger als het Junglecommando. Grote delen van Albina werden verwoest en grote groepen Surinamers vluchtten naar de overkant van de rivier. Na afloop van de oorlog werd de beschoeiing langs de Marowijne via Nederlandse ontwikkelingshulp hersteld en werd een begin gemaakt met de wederopbouw. De veerpont naar Saint-Laurent-du-Maroni is weer in de vaart. In Oost-Suriname is verder echter weinig geïnvesteerd door de Surinaamse regering en politie en leger hebben er nauwelijks invloed.

### Brazilianen in de goudwinning (vanaf circa 1986)
Tijdens de Binnenlandse Oorlog (1986-1992) raakten de marrons in het binnenland geïsoleerd van Paramaribo en de rest van Suriname. Dit werd nog verstrekt door de geldzuivering van 1986 waardoor biljetten binnen drie dagen in de stad omgewisseld moesten worden, wat in de praktijk vrijwel onmogelijk was. Omdat het geld in het binnenland daardoor waardeloos raakte, kreeg de kleinschalige goudwinning een impuls. Garimpeiro's (Braziliaanse goudzoekers) werden aangeworven omdat ze kennis hadden van hydraulische goudwinning. De sector breidde zich uit en rond 2009 werkten naar schatting veertien duizend mensen in de kleinschalige goudsector, onder wie drie- tot vierduizend Aukaanse marrons en tien- tot elfduizend Brazilianen.

### Rellen rond kerst in Papatam (2009)
In 2009 werd tijdens ruzie een marron uit Papatam, een wijk van Albina, doodgestoken door een Braziliaan. Vrienden van het slachtoffer voerden daarna een aanval uit tegen Brazilianen. Daarna groeide de groep met andere inwoners uit Papatam. Honderden marrons trokken met hakmessen en andere wapens door de straten. Brazilianen werden mishandeld en beroofd. Toen de groep groter werd, liep de agressie uit op plunderingen, vernielingen en brandstichting. Tijdens de rellen raakten dertien mensen gewond, van wie drie ernstig. Twintig Braziliaanse vrouwen werden in een hotel verkracht; een van hen was zwanger en verloor haar ongeboren kind. Er werden acht voertuigen in brand gestoken en vier vernield.

## Bezienswaardigheden
- Inheems monument (1996) door Jozef Klas
- Onverschrokkenheid (1996)
- Borstbeeld van koningin Wilhelmina (1898; verdwenen)

## Verkeer en vervoer
Albina is verbonden met Paramaribo middels de Oost-Westverbinding, waarvan zij het oostelijk einde vormt. Vanaf de oever van de Marowijnerivier vertrekken boten voor de verbinding met Saint-Laurent in Frans-Guyana, de belangrijkste grensovergang naar dit land en de Europese Unie. Daarnaast wordt er ook gevaren naar andere dorpen langs de rivier, waaronder Galibi en Stoelmanseiland. In de buurt van Albina bevindt zich de Albina Airstrip met een verbinding naar Zorg en Hoop Airport in Paramaribo.

## Stedenband
- Koksijde, België

## Geboren in Albina
- Cornelis Jong Baw (1897-1956), politicus
- Olton van Genderen (1921-1990), politicus
- Henk Chin A Sen (1934-1999), president van Suriname (1980-1982)
- Oscar Harris (1943), muzikant
- Ronnie Brunswijk (1961), vice-president van Suriname (2020-), voormalig rebellenleider en zakenman (geboren in het ressort Albina)
- Stefanus Ligorie, politicus en bestuurder

## Galerij

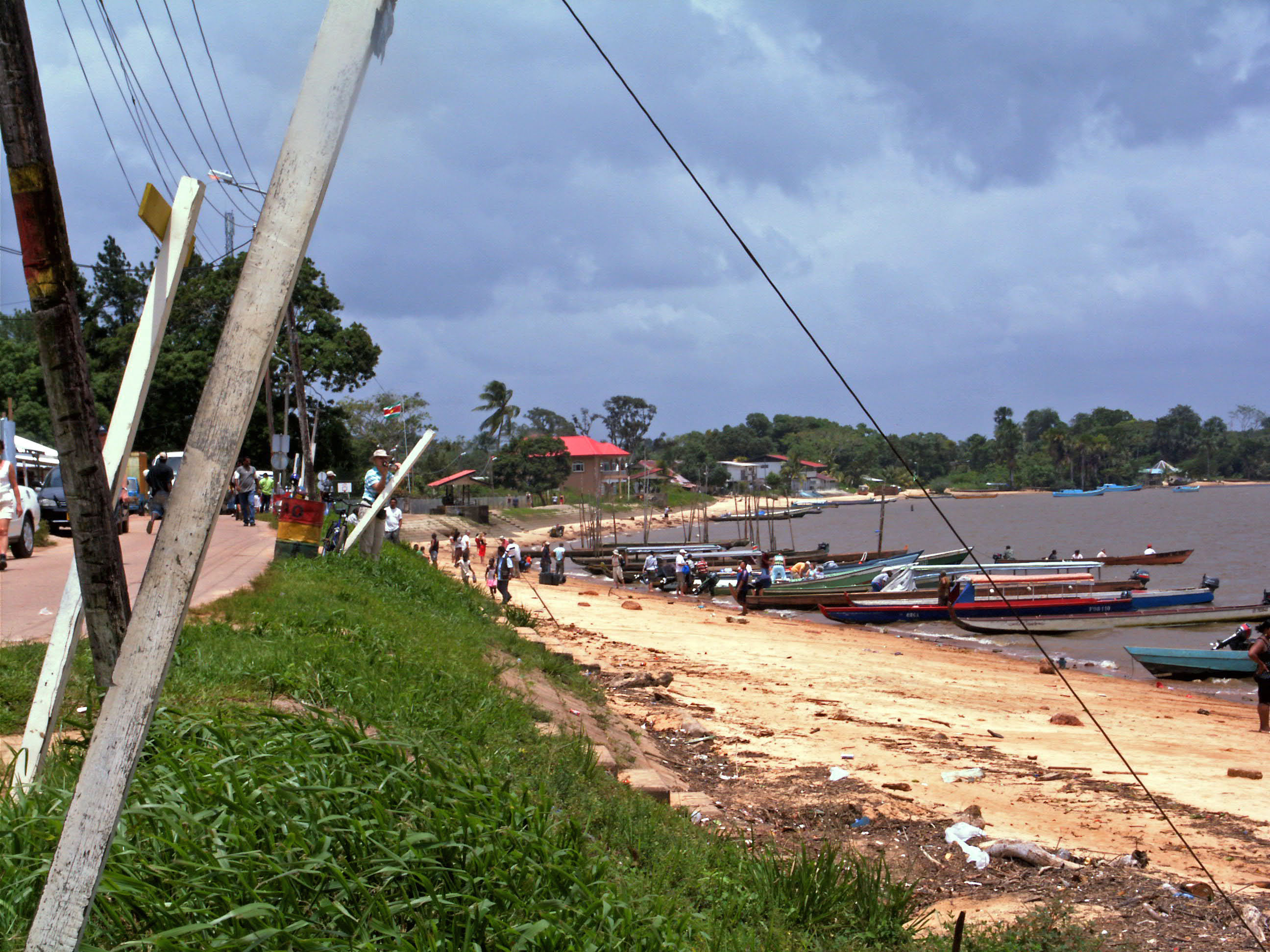
Korjalen bij de Marowijnerivier
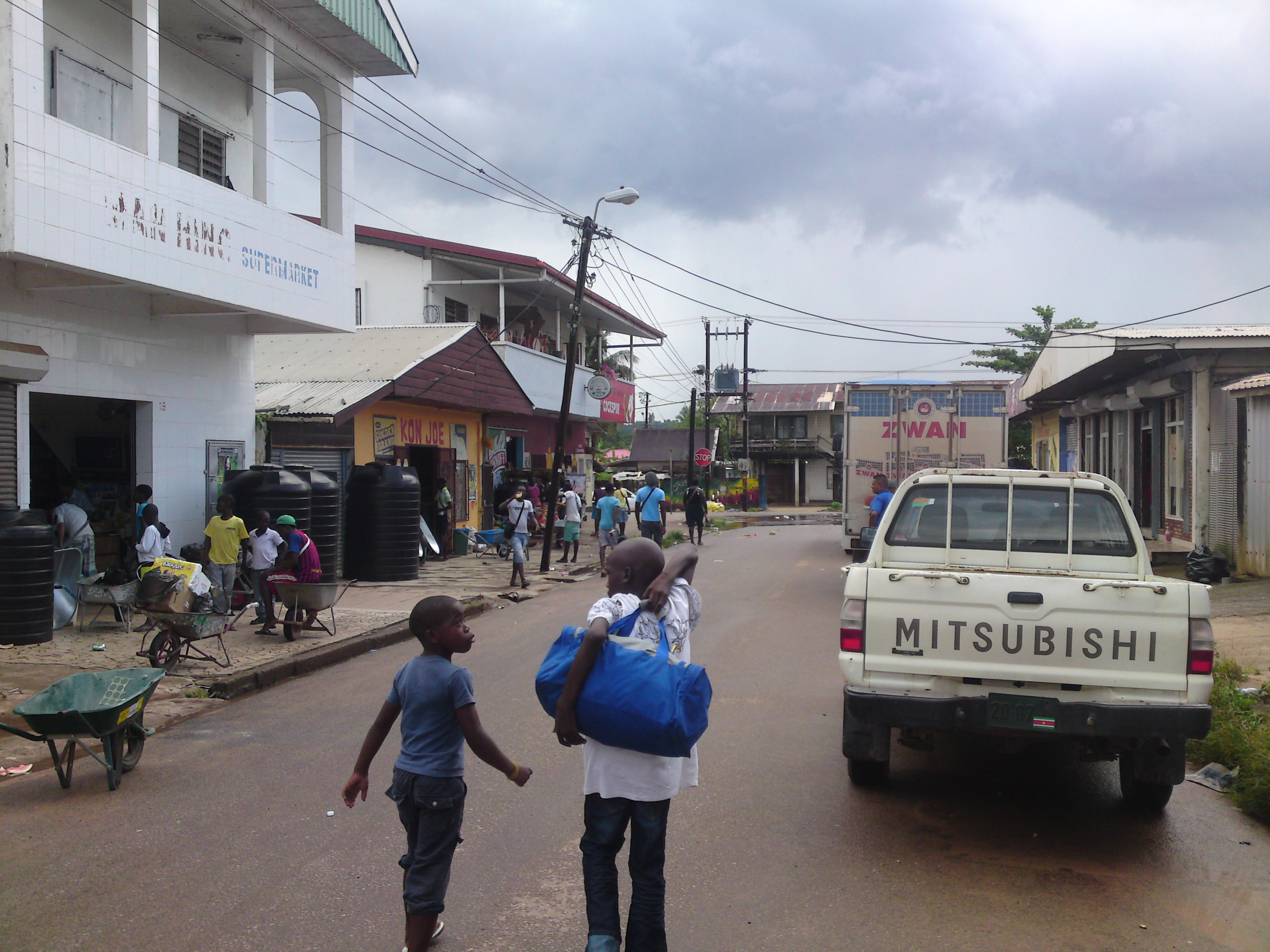
Straatbeeld in Albina